# Mihail Florescu
Mihail Florescu (Geburtsname: Iacobi Iancu; * 28. Januar 1912 in Roman, Kreis Neamț; † 25. Februar 2000 in Bukarest) war ein rumänischer Politiker der Rumänischen Arbeiterpartei PMR (Partidul Muncitoresc Român) Rumänischen Kommunistischen Partei PCR (Partidul Comunist Român), der unter anderem zwischen 1952 und 1957, 1965 sowie 1970 bis 1980 Minister für chemische Industrie und von 1957 bis 1965 Ministers für Erdöl- und Chemieindustrie war.

## Leben

### Studium, Spanischer Bürgerkrieg und Widerstandskämpfer in Frankreich
Florescu, der aus einer jüdischen Familie stammte und unter dem Namen Iacobi Iancu geboren wurde, besuchte das Gymnasium in seiner Geburtsstadt Roman und begann 1930 ein Studium am Institut für chemische Industrie der wissenschaftlichen Fakultät der Universität Bukarest, wo Gheorghe Gh. Longinescu, Ștefan Minovici, Eugen Angelescu und Negoiță Dănăilă zu seinen Professoren gehörten. Während seines Studiums engagierte er sich von 1930 bis 1936 in der Demokratischen Studentenvereinigung ASD (Asociației Studenților Democrați) und wurde 1931 auch Präsident der Allgemeinen Vereinigung jüdischer Studenten AGSE (Asociație Generale a Studenților Evrei). Daneben war er zwischen 1932 und 1944 auch Mitglied der Roten Hilfe (Ajutorul Roșu). 1934 schloss er sein Studium als Chemieingenieur ab und trat zugleich der am 8. Mai 1921 gegründeten Rumänischen Kommunistischen Partei PCdR (Partidul Comunist din România) bei. In der Folgezeit war er Instrukteur mehrerer kommunistischer Parteizellen an der Universität Bukarest und 1937 auch Mitglied des Studentenbüros der PCdR.
1937 meldete sich Florescu wie auch Petre Borilă, Mihai Burcă, Constantin Doncea, Valter Roman, Gheorghe Stoica und Mihai Patriciu als Freiwilliger der Internationalen Brigaden zur Unterstützung der Zweiten Spanischen Republik im Spanischen Bürgerkrieg. Zunächst war er Beobachter der Batterie Tudor Vladimirescu sowie im Anschluss zwischen 1938 und 1939 Kompaniechef und Kommissar eines Bataillons und trat zu dieser Zeit 1938 auch der Kommunistischen Partei Spaniens PCE (Partido Comunista de España) bei. 1939 geriet in der Gefangenschaft der franquistischen Truppen Francisco Francos und befand sich bis Oktober 1943 in Lagern in Saint-Cyprien, Gurs und Vernet-les-Bains. Er gehörte in dieser Zeit zwischen 1939 und 1944 auch der Kommunistischen Partei Frankreichs PCF (Parti communiste français) sowie der Führung der in Südfrankreich operierenden Partisanengruppe Mișcarea muncitorilor Emigranți. Er war ferner Politkommissar einer Partisanengruppe sowie Mitglied des Generalstabes der Widerstandsbewegung Francs-tireurs et partisans (FTP) in der Region Marseille, Toulon und Nizza.

### Abgeordneter und Minister
Nach dem Ende des Zweiten Weltkrieges und seiner Rückkehr nach Rumänien verfasste Florescu mit Voluntarii (2 Bände Spre Spania und Pe Ebrul însângerat, 1945–1946) und Momente din mișcarea de rezistență franceză (1946) zwei Werke, in denen er sich mit seinen Erfahrungen im Spanischen Bürgerkrieg sowie im französischen Widerstand befasste. Er wurde am 15. August 1945 Oberst der Reserve. 1945 wurde er Leiter der Abteilung Propaganda und Agitation im Zentralkomitee (ZK) der PCdR und war daneben seit 1946 als Publizist tätig. 1946 wurde er außerdem Mitglied der Großen Nationalversammlung (Marea Adunare Națională) und gehörte dieser als Vertreter des Wahlkreises Bihor zunächst bis 1952 an. Nachdem er im Anschluss Leiter der Propaganda-Abteilung im Verteidigungsministerium war, war er zwischen dem 10. November 1947 und dem 20. August 1948 Generalsekretär im Ministerium für Kunst und Information. Am 1. August 1948 wurde er als Oberst in den aktiven Militärdienst zurückbeordert und am 29. Dezember 1948 zum Generalmajor befördert. Als solcher war er vom 21. Februar 1949 bis zum 1. März 1951 Leiter der Politischen Hauptverwaltung der Armee.
Daraufhin fungierte Florescu zwischen dem 1. März 1951 und dem 26. September 1952 als Vize-Minister für metallurgische und chemische Industrie. Am 26. September 1952 übernahm er im ersten Kabinett von Ministerpräsident Gheorghe Gheorghiu-Dej das Amt des Ministers für chemische Industrie (Ministrul Industriei Chimice), das er bis zum 19. März 1957 innehatte. Auf dem VII. Parteitag der PMR wurde er am 28. Dezember 1955 Mitglied des Zentralkomitees (ZK) der PMR und gehörte diesem bis zum 22. Dezember 1989 an. Er hatte zwischen dem 19. März 1957 und dem 21. August 1965 das Amt des Ministers für Erdöl- und Chemieindustrie (Ministrul Industriei Petrolului și Chimiei) inne. 1961 wurde Florescu erneut Mitglied der Großen Nationalversammlung und gehörte dieser nunmehr bis 1989 an. Er war vom 21. August bis zum 25. Oktober 1965 abermals Minister für chemische Industrie.
Nach seinem Ausscheiden aus der Regierung fungierte Florescu von 1967 bis zum 15. Januar 1968 Leiter der ZK-Abteilung für Wirtschaft sowie im Anschluss zwischen dem 15. Januar 1968 und dem 17. September 1970 zunächst als Vize-Präsident und daraufhin seit dem 17. September 1970 als Mitglied des Wirtschaftsrates. Am 13. März 1969 wurde er außerdem Vorsitzender des Ausschusses der Großen Nationalversammlung für Industrie, Bauwesen und Transport. Am 17. September 1970 übernahm er im fünften Kabinett Maurer von Ministerpräsident Ion Gheorghe Maurer abermals das Amt des Ministers für chemische Industrie, das er nunmehr fast zehn Jahre lang auch in den darauf folgenden Kabinett bis zum 1. April 1980 bekleidete. Anschließend war er vom 1. April 1980 bis zum 1. Januar 1990 Vizepräsident des Nationalrates für Wissenschaft und Technologie im Rang eines Staatssekretärs. Er war zudem seit dem 27. März 1980 Mitglied der ZK-Kommission für Fragen der wirtschaftlichen Zusammenarbeit und internationalen Zusammenarbeit von Partei und Staat. Des Weiteren wurde er am 13. August 1983 Mitglied des Führungskomitees des Forstwirtschaftsrates und fungierte zwischen dem 31. Dezember 1985 und dem 22. Dezember 1989 als Vizepräsident des Nationalrates für Wissenschaft und Unterricht. Ferner wurde er im August 1987 Präsident des Nationalrates der Ingenieure und Techniker.

### Ehrungen und Auszeichnungen
Für seine Verdienste wurde Florescu mehrfach ausgezeichnet und erhielt unter anderem den Ordinul Steaua Republicii Populare Române (Stern der Volksrepublik Rumänien) Dritter Klasse (1948), den Ordinul „Apărarea Patriei“ (Orden zur Verteidigung des Vaterlandes) Zweiter Klasse, den Ordinul Steaua Republicii Populare Române Erster Klasse (1958), den Ordinul Muncii (Orden der Arbeit) Zweiter Klasse (1949), den Ordinul 23 August (Orden 23. August) Zweiter Klasse (1959), den Ordinul Muncii Erster Klasse (1962), den Ordinul 23 August Erster Klasse (1964), den Ordinul Tudor Vladimirescu (Orden Tudor Vladimirescu) Zweiter Klasse (1966), den Titel Erou al Muncii Socialiste (Held der sozialistischen Arbeit) (1971), die Medalia de aur secera si ciocanul (Goldene Medaille „Sichel und Hammer“) (1971) den Ordinul 23 August Erster Klasse (1974), den Ordinul „Apărarea Patriei“ Erster Klasse (1981) sowie den Ordinul „Apărarea Patriei“ Erster Klasse (1984).

## Veröffentlichungen
Florescu, der am 1. März 1974 Korrespondierendes Mitglied der Akademie der Sozialistischen Republik Rumänien wurde und auch Mitglied der Chemischen Gesellschaft sowie der International Union of Pure and Applied Chemistry (IUPAC) war, verfasste neben seiner politischen Tätigkeit auch Memoiren über seine Erfahrungen im Spanischen Bürgerkrieg sowie im französischen Widerstand, aber auch zahlreiche Fachbücher zur Chemie. Zu den wichtigsten Veröffentlichungen gehören:
- Voluntarii (2 Bände: Spre Spania und Pe Ebrul însângerat, 1945–1946)
- Momente din mișcarea de rezistență franceză (1946)
- Avântul industriei chimice (1956)
- Industria chimică și petrolieră în România (2 Bände, 1970)
- The cole of the analytical chemistry in the development of modern chemical industry. Pure and applied chemistry reprint (London, vol. 31, 1971)
- Eficiența economică a cercetării științifice (1972)
- Chimia și valențele ei cu agricultura (1972)
- Materia sau realitatea obiectivă (1972)
- Industria chimică și petrochimică din România (1972)
- Resursele mondiale și limitele lor (1975)
- Dimensiunile cunoașterii  (1977)
- Tendințe în dezvoltarea industriei chimce (1977)
- Metode științifice în dezvoltarea industriei chimice moderne (1979)
- Materie și mișcare (1980)
- Economia mondială - orizont 2000 (1980)
- Cibernetică automatică și informatică în industria chimică (1980)
- Strategia dezvoltării în chimie (1981)